# Halle Open 1997 - Qualificazioni doppio
Le qualificazioni del doppio dell'Halle Open 1997 sono state un torneo di tennis preliminare per accedere alla fase finale della manifestazione. I vincitori dell'ultimo turno sono entrati di diritto nel tabellone principale. In caso di ritiro di uno o più giocatori aventi diritto a questi sono subentrati i lucky loser, ossia i giocatori che hanno perso nell'ultimo turno ma che avevano una classifica più alta rispetto agli altri partecipanti che avevano comunque perso nel turno finale.
Le qualificazioni del doppio del torneo Halle Open 1997 prevedevano 4 coppie partecipanti di cui una è entrata nel tabellone principale.

## Teste di serie
1. Tom Kempers /  Tom Nijssen (Qualificati)

1. Assente

## Qualificati
1. Tom Kempers  /   Tom Nijssen

## Tabellone

### Legenda
| - Q = Qualificato - WC = Wild card - LL = Lucky loser | - ALT = Alternate - SE = Special Exempt - PR = Protected Ranking | - w/o = Walkover - r = Ritirato - d = Squalificato |

|  | Primo turno                  | Primo turno                  | Primo turno                  | Primo turno | Primo turno |  |  | Ultimo turno | Ultimo turno             | Ultimo turno             | Ultimo turno | Ultimo turno |  |
|  |                              |                              |                              |             |             |  |  |              |                          |                          |              |              |  |
|  | 1                            | Tom Kempers Tom Nijssen      | Tom Kempers Tom Nijssen      | 6           | 6           |  |  |              |                          |                          |              |              |  |
|  |                              | Michael Joyce Vince Spadea   | Michael Joyce Vince Spadea   | 1           | 3           |  |  | 1            | Tom Kempers Tom Nijssen  | Tom Kempers Tom Nijssen  | 6            | 7            |  |
|  | Jeff Coetzee Andrew Rueb     | Jeff Coetzee Andrew Rueb     | Jeff Coetzee Andrew Rueb     | 7           | 7           |  |  |              | Jeff Coetzee Andrew Rueb | Jeff Coetzee Andrew Rueb | 4            | 5            |  |
|  | Ionuț Moldovan Franz Stauder | Ionuț Moldovan Franz Stauder | Ionuț Moldovan Franz Stauder | 6           | 6           |  |  |              |                          |                          |              |              |  |